# Кокча
Кокча (на персийски: رودخانه کوکچه) е река в североизточната част на Афганистан, ляв приток на Пяндж (лява съставяща на Амударя). Дължината ѝ е 280 km (с дясната съставяща я река Мунджан – 360 km), а площта на водосборния ѝ басейн – 22 367 km². Река Кокча се образува на 2515 m н.в. от сливането на двете съставящи я реки Яхшиндар (лява съставяща) и Мунджан (дясна съставяща), извиращи от северните склонове на планината Хиндукуш. В горното си течение Кокча тече на север, в средното – на северозапад и югозапад, а в долното – отново на северозапад. По цялото си протежение, с изключение на последните 14 km, протича в дълбока и тясна, на места каньоновидна долина, с множество бързеи прагове. Влива се отляво в река Пяндж (лява съставяща на Амударя) на 414 m н.в. при селището Дащи Кала. Основни притоци: леви – Яхшиндар, Горами, Ашнам, Спингав, Дараим, Машхаб; десни – Мунджан, Джохам, Кушак, Вардудж. Има ясно изразено пролетно-лятно пълноводие. Средният годишен отток в устието ѝ е 181 m³/s. Водите ѝ се използват за напояване. В средното ѝ течение е разположен град Файзабад.